# Walter Plunkett
Walter Plunkett (Oakland, 5 giugno 1902 – Santa Monica, 8 marzo 1982) è stato un costumista statunitense tra i più prolifici e più noti del cinema hollywoodiano, vincitore nel 1952 - insieme a Irene Sharaff e a Orry-Kelly - dell'Oscar per il film Un americano a Parigi.

## Biografia
Nella sua carriera, curò il reparto costumi di oltre centocinquanta film. Il suo nome appare nel 1927, in Hard-Boiled Haggerty. Lavorò per film d'avventura e di ambientazione esotica come La pericolosa partita o King Kong, ma anche per film di impianto tradizionalmente per famiglie, come Piccole donne. Tra le attrici vestite da lui, Katharine Hepburn, Kay Johnson, Maureen O'Hara, Vivien Leigh, Leslie Caron, Merle Oberon, Jennifer Jones.
I suoi lavori più famosi sono stati per Via col vento, Cantando sotto la pioggia e Un americano a Parigi.

## Galleria d'immagini

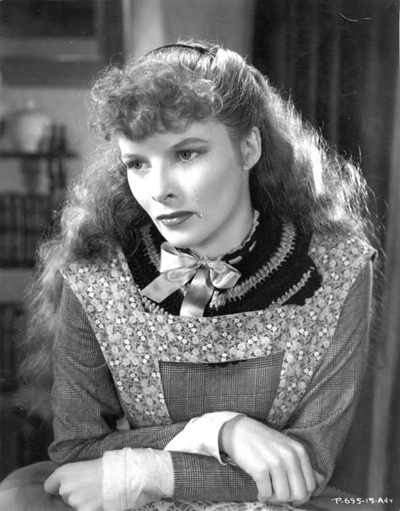
Katharine Hepburn (Piccole donne, 1933)
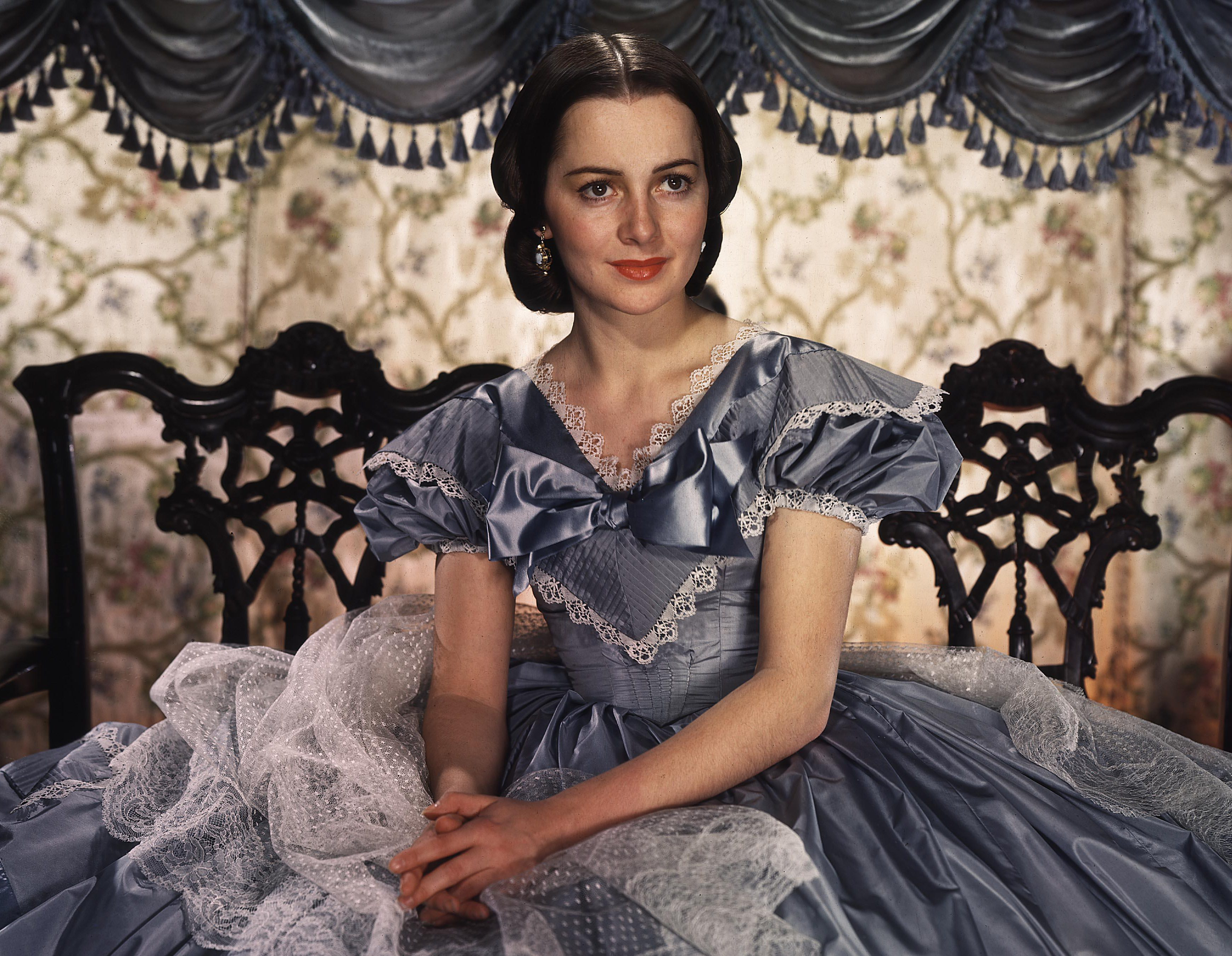
Olivia de Havilland (Via col vento, 1939)
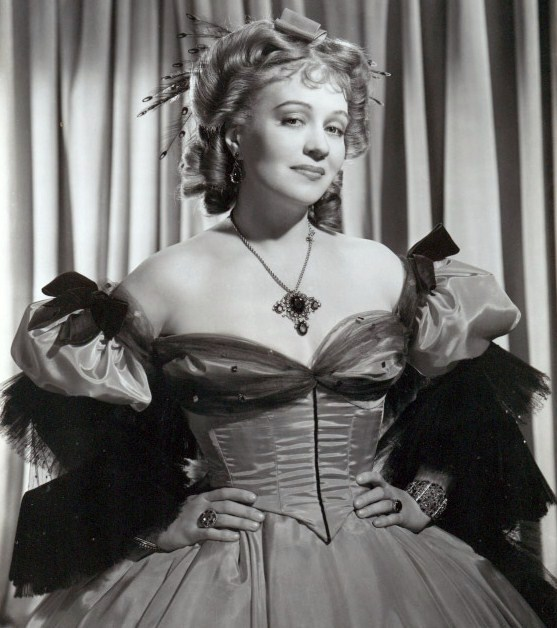
Ona Munson (Via col vento, 1939)
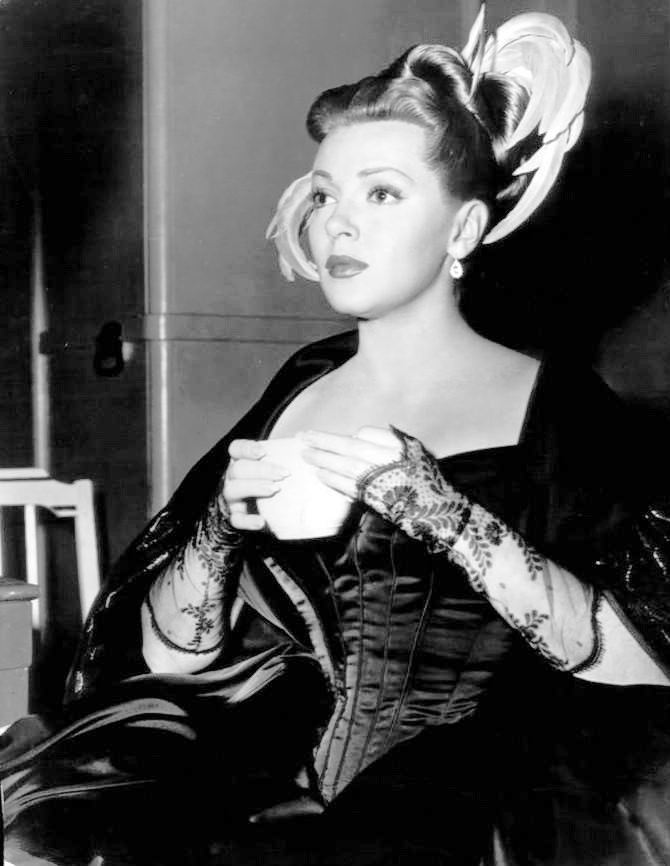
Lana Turner (Il delfino verde, 1947)
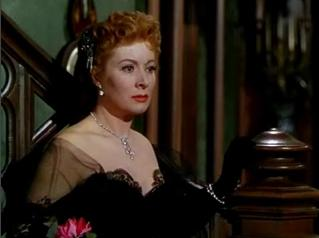
Greer Garson (La saga dei Forsyte, 1949)
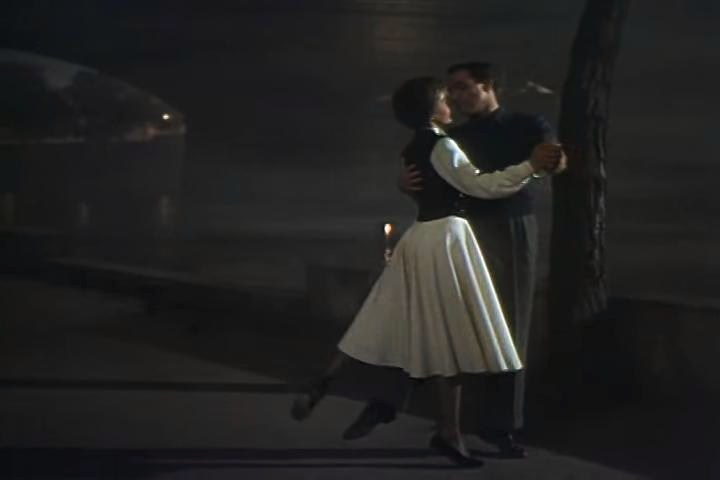
Leslie Caron (Un americano a Parigi, 1952)
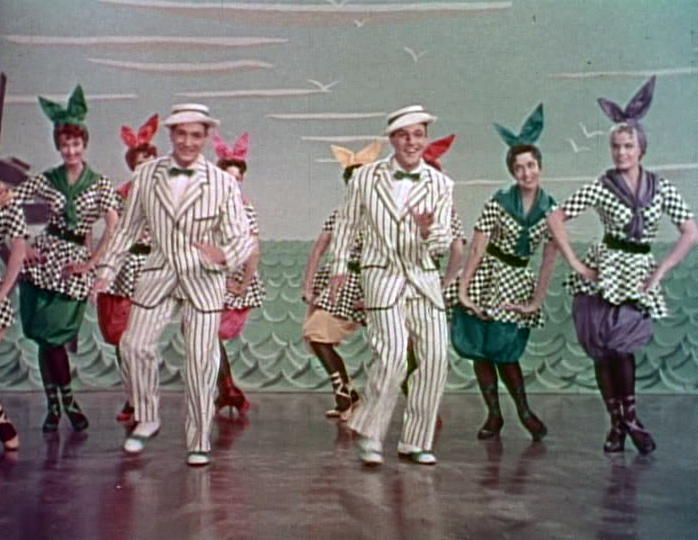
Fred e Gene Kelly in Così parla il cuore (1954)

## Filmografia

### 1926
- One Minute to Play, regia di Sam Wood (1926)
- Red Hot Hoofs, regia di Robert De Lacey (1926)
- A Regular Scout, regia di David Kirkland (1926)

### 1927
- Lightning Lariats, regia di Robert De Lacey (1927)
- Ain't Love Funny?, regia di Del Andrews (1927)
- The Magic Garden, regia di James Leo Meehan (1927)
- The Gingham Girl
- Hard-Boiled Haggerty, regia di Charles Brabin - costumista (1927)
- Clancy's Kosher Wedding
- Shanghaied, regia di Ralph Ince (1927)
- Legionnaires in Paris
- The Boy Rider
- The Bandit's Son

### 1928
- Coney Island, regia di Ralph Ince (1928)
- Wizard of the Saddle, regia di Frank Howard Clark (1928)
- Her Summer Hero
- Wallflowers
- When the Law Rides
- Chicago After Midnight
- Phantom of the Range
- Sally of the Scandals
- Hit of the Show
- The Bantam Cowboy
- Captain Careless
- Gang War, regia di Bert Glennon (1928)
- Dog Law
- Stocks and Blondes, regia di Dudley Murphy (1928)
- Son of the Golden West
- The Circus Kid
- Sally's Shoulders
- Sinners in Love, regia di George Melford - costumista (1928)
- Stolen Love
- Headin' for Danger
- Tropic Madness
- Hey Rube!

### 1929
- The Jazz Age
- The Air Legion
- The Voice of the Storm
- Outlawed
- Sahara (Love in the Desert), regia di George Melford - costumista (1929)
- Hardboiled, regia di Ralph Ince - costumi, non accreditato (1929)
- Come and Get It!
- The Red Sword, regia di Robert G. Vignola - costumi (1929)
- Syncopation
- Gun Law, regia di Robert De Lacey (1929)
- The Freckled Rascal
- The Amazing Vagabond
- The Woman I Love
- Il diamante del reggente
- The Little Savage
- Laughing at Death
- The Pride of Pawnee
- The Very Idea, regia di Frank Craven e Richard Rosson (1929)
- Rio Rita, regia di Luther Reed - costumista (non accreditato) (1929)
- The Delightful Rogue, regia di Lynn Shores, Leslie Pearce (1929)
- Half Marriage, regia di William J. Cowen (1929)
- La più bella vittoria (Night Parade), regia di Malcolm St. Clair (1929)
- Tanned Legs, regia di Marshall Neilan (1929)
- The Vagabond Lover, regia di Marshall Neilan (1929)
- Dance Hall, regia di Melville W. Brown (1929)
- Le sette chiavi (Seven Keys to Baldpate), regia di Reginald Barker (1929)

### 1930
- Second Wife, regia di Russell Mack (1930)
- The Case of Sergeant Grischa, regia di Herbert Brenon (1930)
- Lovin' the Ladies
- Il mistero di mezzanotte
- The Fall Guy, regia di Leslie Pearce (1930)
- Dixiana
- L'onesta segretaria

### 1932
- Pericolosa partita (The Most Dangerous Game), regia di Irving Pichel, Ernest B. Schoedsack (1932)
- The Phantom of Crestwood, regia di J. Walter Ruben (1932)
- Night After Night, regia di Archie Mayo (1932)
- Secrets of the French Police, regia di A. Edward Sutherland (1932)
- The Animal Kingdom, regia di Edward H. Griffith (1932)

### 1933
- La grande menzogna (No Other Woman), regia di J. Walter Ruben (1933)
- The Past of Mary Holmes
- Gli arditi del cinema
- The Great Jasper
- King Kong, regia di Merian C. Cooper e Ernest B. Schoedsack (1933)
- La falena d'argento (Christopher Strong), regia di Dorothy Arzner (1933)
- Scarlet River
- Figli di lusso
- The Silver Cord, regia di John Cromwell (1933)
- Troppa armonia
- Cross Fire, regia di Otto Brower (1933)
- Tomorrow at Seven
- Professional Sweetheart
- La crociera delle ragazze
- Flying Devils
- A doppia briglia
- No Marriage Ties
- La gloria del mattino (Morning Glory), regia di Lowell Sherman (1933)
- Blind Adventure
- One Man's Journey
- Midshipman Jack
- Ann Vickers
- Aggie Appleby Maker of Men
- Ace of Aces, regia di J. Walter Ruben (1933)
- Chance at Heaven
- Piccole donne (Little Women), regia di George Cukor (1933)
- Sogno d'estate (The Right to Romance), regia di Alfred Santell (1933)
- The Son of Kong
- Carioca (Flying Down to Rio), regia di Thornton Freeland (1933)

### 1934
- The Meanest Gal in Town, regia di Russell Mack (1934)
- Man of Two Worlds, regia di J. Walter Ruben (1934)
- Long Lost Father, regia di Ernest B. Schoedsack (1934)
- Labbra dipinte (Hips, Hips, Hooray!), regia di Mark Sandrich (1934)
- Keep 'Em Rolling, regia di George Archainbaud (1934)
- Argento vivo (Spitfire), regia di John Cromwell (1934)
- The Crime Doctor, regia di John S. Robertson (1934)
- Success at Any Price, regia di J. Walter Ruben (1934)
- This Man Is Mine, regia di John Cromwell (1934)
- Where Sinners Meet, regia di J. Walter Ruben (1934)
- Sing and Like It, regia di William A. Seiter (1934)
- Educande d'America (Finishing School), regia di George Nichols Jr., Wanda Tuchock (1934)
- Strictly Dynamite, regia di (non accreditato) Elliott Nugent (1934)
- Stingari il bandito sentimentale (Stingaree), regia di William A. Wellman (1934)
- La donna nell'ombra (The Life of Vergie Winters)
- Murder on the Blackboard, regia di George Archainbaud (1934)
- Let's Try Again, regia di Worthington Miner (1934)
- Schiavo d'amore (Of Human Bondage), regia di John Cromwell (1934)
- Cockeyed Cavaliers, regia di Mark Sandrich (1934)
- We're Rich Again, regia di William A. Seiter (1934)
- His Greatest Gamble, regia di John S. Robertson (1934)
- Bachelor Bait, regia di George Stevens (1934)
- Hat, Coat, and Glove, regia di Worthington Miner (1934)
- Their Big Moment, regia di James Cruze (1934)
- The Fountain, regia di John Cromwell (1934)
- Down to Their Last Yacht, regia di Paul Sloane (1934)
- The Age of Innocence, regia di Philip Moeller (1934)
- La ragazza più ricca del mondo (The Richest Girl in the World), regia di William A. Seiter (1934)
- Dangerous Corner, regia di Phil Rosen (1934)
- Cerco il mio amore (The Gay Divorcee), regia di Mark Sandrich (1934)
- Wednesday's Child, regia di John S. Robertson (1934)
- Gridiron Flash, regia di Glenn Tryon (1934)
- Kentucky Kernels, regia di George Stevens (1934)
- Woman in the Dark, regia di Phil Rosen (1934)
- By Your Leave, regia di Lloyd Corrigan (1934)
- La figlia di nessuno (Anne of Green Gables), regia di George Nichols Jr. (1934)
- Lightning Strikes Twice, regia di Ben Holmes (1934)
- Il treno fantasma (The Silver Streak), regia di Thomas Atkins (1934)
- West of the Pecos, regia di Phil Rosen (1934)
- Amore tzigano (The Little Minister), regia di Richard Wallace - costumista (1934)

### 1935
- Romance in Manhattan, regia di Stephen Roberts (1935)
- Grand Old Girl, regia di John S. Robertson
- Un incantevole aprile (Enchanted April), regia di Harry Beaumont (1935)
- Murder on a Honeymoon, regia di Lloyd Corrigan (1935)
- Captain Hurricane, regia di John S. Robertson (1935)
- Laddie, regia di George Stevens (1935)
- A Dog of Flanders, regia di  Edward Sloman (1935)
- Strangers All, regia di Charles Vidor (1935)
- Il traditore (The Informer), regia di John Ford (1935)
- Chasing Yesterday, regia di George Nichols Jr. (1935)
- Hooray for Love, regia di Walter Lang (1935)
- Village Tale, regia di John Cromwell (1935)
- Arizona (The Arizonian), regia di Charles Vidor (1935)
- Jalna, regia di John Cromwell (1935)
- Primo amore (Alice Adams), regia di George Stevens (1935)
- Hot Tip , regia di James Gleason, Ray McCarey (1935)
- The Return of Peter Grimm, regia di George Nichols Jr., Victor Schertzinger (1935)
- Freckles, regia di William Hamilton e Edward Killy (1935)
- His Family Tree, regia di Charles Vidor (1935)
- I tre moschettieri (The three Musketeers), regia di Rowland V. Lee (1935)
- Hi, Gaucho!, regia di Thomas Atkins (1935)
- The Rainmakers, regia di Fred Guiol (1935)
- La dominatrice (Annie Oakley), regia di George Stevens (1935)
- Another Face, regia di Christy Cabanne (1935)
- To Beat the Band, regia di Benjamin Stoloff (1935)

### 1936
- Chatterbox, regia di George Nichols Jr. (1936)
- Maria di Scozia (Mary of Scotland), regia di John Ford (1936)
- Una donna si ribella (A Woman Rebels), regia di Mark Sandrich (1936)
- L'aratro e le stelle (The Plough and the Stars), regia di John Ford (1936)

### 1937
- Dolce inganno (Quality Street), regia di George Stevens (1937)
- Michele Strogoff (The Soldier and the Lady), regia di George Nichols Jr. (1937)
- Adorazione (The Woman I Love), regia di Anatole Litvak (1937)
- Nulla sul serio (Nothing Sacred), regia di William A. Wellman - altri costumi (1937)

### 1938
- Le avventure di Tom Sawyer (The Adventures of Tom Sawyer), regia di Norman Taurog (1938)

### 1939
- Ombre rosse (Stagecoach), regia di John Ford (1939)
- Via col vento, regia di Victor Fleming - costumi (1939)
- Notre Dame, regia di William Dieterle - costumista (1939)
- La vita di Vernon e Irene Castle (The Story of Vernon and Irene Castle), regia di H.C. Potter (1939)
- Il primo ribelle (Allegheny Uprising), regia di William A. Seiter (1939)

### 1940
- Angeli della notte (Vigil in the Night), regia di George Stevens (1940)
- Abramo Lincoln (Abe Lincoln in Illinois), regia di John Cromwell (1940)
- I ribelli dei sette mari (Captain Caution), regia di Richard Wallace (1940)

### 1941
- Tenebre (Ladies in Retirement), regia di Charles Vidor (1941)
- Lidia, regia di Julien Duvivier (1941)
- Go West, Young Lady , regia di Frank R. Strayer (1941)
- I vendicatori (The Corsican Brothers), regia di Gregory Ratoff (1941)
- Inferno nel deserto (Sundown), regia di Henry Hathaway (1941)

### 1942
- Signora per una notte (Lady for a Night), regia di Leigh Jason (1942)
- Uragano all'alba (Commandos Strike at Dawn), regia di John Farrow (1942)
- A Gentleman After Dark, regia di Edwin L. Marin (1942)

### 1943
- Per sempre e un giorno ancora (Forever and a Day), regia di  René Clair, Frank Lloyd, Edmund Goulding, Cedric Hardwicke, Victor Saville, Robert Stevenson, Herbert Wilcox (1943)
- The Heat's On, regia di Gregory Ratoff (1943)
- Terra nera (In Old Oklahoma), regia di Albert S. Rogell (1943)

### 1944
- Knickerbocker Holiday, regia di Harry Joe Brown (1944)
- California (Can't Help Singing), regia di Frank Ryan (1944)

### 1945
- L'eterna armonia (A Song to Remember), regia di Charles Vidor - costumista (1945)
- Il magnifico avventuriero, regia di Stuart Heisler (1945)

### 1946
- Duello al sole

### 1947
- Mio fratello parla con i cavalli
- Il mare d'erba (The Sea of Grass), regia di Elia Kazan (1947)
- Canto d'amore (Song of Love), regia di Clarence Brown (1947)
- Il delfino verde (Green Dolphin Street), regia di Victor Saville (1947)

### 1948
- Il bacio del bandito (The Kissing Bandit), regia di László Benedek (1948)

### 1949
- Piccole donne (Little Women), regia di Mervyn LeRoy (1949)
- Il giardino segreto (The Secret Garden), regia di Fred M. Wilcox (1949)
- La saga dei Forsyte (That Forsyte Woman), regia di Compton Bennett (1949)
- Madame Bovary, regia di Vincente Minnelli - costumi donne (1949)
- La costola di Adamo - costumi per Miss Hepburn

### 1950
- L'imboscata (Ambush), regia di Sam Wood (1950)
- La carovana maledetta (The Outriders)
- Stars in My Crown, regia di Jacques Tourneur (1950)
- La legge del silenzio (Black Hand), regia di Richard Thorpe (1950)
- Anna prendi il fucile (Annie Get Your Gun)
- The Happy Years, regia di William A. Wellman (1950)
- Il pescatore della Louisiana (The Toast of New Orleans), regia di Norman Taurog (1950)
- L'allegra fattoria (Summer Stock), regia di Charles Walters (1950)
- Il passo del diavolo (Devil's Doorway), regia di Anthony Mann (1950)
- Le miniere di re Salomone (King Solomon's Mines), regia di Compton Bennett e Andrew Marton (1950)
- Due settimane d'amore (Two Weeks with Love), regia di Roy Rowland (1950)
- The Magnificent Yankee
- Il padre della sposa (Father of the Bride), regia di Vincente Minnelli - costumi uomini (1950)
- Addio signora Miniver!  - costumi Miss Greer Garson

### 1951
- L'ambiziosa
- La valle della vendetta (Vengeance Valley), regia di Richard Thorpe (1951)
- Mr. Imperium
- I tre soldati
- Kind Lady
- Show Boat, regia di George Sidney (1951)
- L'avventuriera (The Law and the Lady), regia di Edwin H. Knopf (1951)
- Il cacciatore del Missouri (Across the Wide Missouri), regia di William A. Wellman (1951)
- La casa del corvo
- Donne verso l'ignoto
- Un americano a Parigi (An American in Paris), regia di Vincente Minnelli - costumi del ballo Beaux Arts (1951)

### 1952
- Cantando sotto la pioggia
- Carabina Williams
- Il prigioniero di Zenda
- Gli avventurieri di Plymouth
- La ninfa degli antipodi (Million Dollar Mermaid), regia di Mervyn LeRoy (1952)

### 1953
- L'orfana senza sorriso
- La regina vergine
- Cavalca vaquero!
- L'attrice (The Actress), regia di George Cukor (1953)
- Baciami Kate! (Kiss Me Kate), regia di George Sidney (1953)
- I fratelli senza paura (All the Brothers Were Valiant), regia di Richard Thorpe (1953)

### 1954
- Il principe studente (The Student Prince), regia di Curtis Bernhardt e Richard Thorpe (1954)
- La valle dei re
- Sette spose per sette fratelli
- Athena e le 7 sorelle
- Così parla il cuore (Deep in My Heart), regia di Stanley Donen (1954)

### 1955
- Un napoletano nel Far West (Many Rivers to Cross), regia di Roy Rowland (1955)
- Annibale e la vestale (Jupiter's Darling), regia di George Sidney - costumista (con Helen Rose (1955)
- La scarpetta di vetro (The Glass Slipper)), regia di Charles Walters (1955)
- Il covo dei contrabbandieri (Moonfleet), regia di Fritz Lang (1955)
- Duello di spie  (The Scarlet Coat), regia di John Sturges (1955)
- Il ladro del re (The King's Thief), regia di Robert Z. Leonard e Hugo Fregonese (1955)

### 1956
- Diana la cortigiana (Diane), regia di David Miller (1956)
- La pistola sepolta (The Fastest Gun Alive), regia di Russell Rouse (1956)
- Brama di vivere (Lust for Life), regia di Vincente Minnelli (1956)
- Il pianeta proibito (Forbidden Planet), regia di Fred McLeod Wilcox - costumi uomini (1956)
- La legge del capestro (Tribute to a Bad Man), regia di Robert Wise - costumi per Irene Papas (1956)

### 1957
- L'arma della gloria (Gun Glory), regia di Roy Rowland (1956)
- L'albero della vita (Raintree County), regia di Edward Dmytryk (1957)
- Le ali delle aquile (The Wing of Eagles), regia di John Ford - guardaroba per Miss O'Hara (1957)

### 1958
- Il principe del circo
- I fratelli Karamazov (The Brothers Karamazov), regia di Richard Brooks (1958)
- La legge del più forte
- Sfida nella città morta (The Law and Jake Wade), regia di John Sturges - costumista (1958)
- Qualcuno verrà

### 1960
- A casa dopo l'uragano
- Il segreto di Pollyanna
- Susanna agenzia squillo (Bells Are Ringing), regia di Vincente Minnelli (1960)
- Cimarron, regia di Anthony Mann (1960)

### 1961
- Angeli con la pistola

### 1962
- I quattro cavalieri dell'Apocalisse (The Four Horsemen of the Apocalypse), regia di Vincente Minnelli (1962)
- Due settimane in un'altra città
- La conquista del West  (How the West Was Won), regia di Henry Hathaway, George Marshall e John Ford (1962)

### 1965
- Patto a tre

### 1966
- Missione in Manciuria